# Kvalifikace na Mistrovství světa ve fotbale 2022 (CONCACAF) – první fáze
První fáze kvalifikace na mistrovství světa 2022 zóny CONCACAF se hrála v březnu a červnu 2021.

## Formát
Celkem 30 týmů (týmy CONCACAF na 6. až 35. místě podle žebříčku FIFA z července 2020) bylo rozděleno do šesti skupin po pěti týmech. V každé skupině se týmy utkaly jednou proti sobě, každý tým odehrál celkem čtyři zápasy (dva doma a dva venku). Nejlepší tým z každé ze šesti skupin postoupil do druhé fáze.

## Nasazení
Losování první fáze proběhlo společně s losováním třetí fáze 19. srpna 2020 v 19:00 v sídle FIFA ve švýcarském Curychu.
Nasazení vycházelo ze světového žebříčku FIFA z července 2020 (uvedeno v závorce). Týmy v 1. Koši byly předběžně nasazeny na pozice A1 až F1 na základě svého žebříčku (A1 jako nejvýše postavený tým v Koši 1 a F1 jako nejníže postavený tým v Koši 1). Zbývající týmy byly rozlosovány podle košů do první dostupné skupiny podle abecedy. Každému týmu byla přidělena pozice ve skupině na základě koše (tým z koše 2 byl zařazen na 2. pozici, tým z koše 3 na pozici 3. atd..
Poznámka: Tučně vyznačené týmy postoupily do druhé fáze.
| Koš 1                                                                                                   | Koš 2 | Koš 3 | Koš 4 | Koš 5 |
| --- | --- | --- | --- | --- |
| 1. Salvador (69) 2. Kanada (73) 3. Curaçao (80) 4. Panama (81) 5. Haiti (86) 6. Trinidad a Tobago (105) | 1. Antigua a Barbuda (126) 2. Guatemala (130) 3. Svatý Kryštof a Nevis (139) 4. Surinam (141) 5. Nikaragua (151) 6. Dominikánská republika (158) | 1. Grenada (159) 2. Barbados (162) 3. Guyana (166) 4. Svatý Vincenc a Grenadiny (167) 5. Bermudy (168) 6. Belize (170) | 1. Svatá Lucie} (176) 2. Portoriko (178) 3. Kuba (179) 4. Montserrat (183) 5. Dominika (184) 6. Kajmanské ostrovy (193) | 1. Bahamy (195) 2. Aruba (200) 3. Turks a Caicos (203) 4. Americké Panenské ostrovy (207) 5. Britské Panenské ostrovy (208) 6. Anguilla (210) |

## Termíny
Zápasy byly původně naplánovány na 7.-13. října a 11.-17. listopadu 2020. CONCACAF však 8. září 2020 oznámila, že zápasy budou odloženy a začnou až v březnu 2021. 26. února 2021 byl oznámeny termíny zápasů na březen 2021. Kvůli pandemii covidu-19 v Severní Americe a souvisejícím karanténním a cestovním omezením v některých zemích se některé zápasy odehrály na neutrálních půdách.
| Zápas   | Původní datum      | Konečné datum       |
| ------- | ------------------ | ------------------- |
| 2. v 4. | 7. října 2020      | 24. března 2021     |
| 1. v 3. | 8. října 2020      | 25. března 2021     |
| 5. v 2. | 10. října 2020     | 27. března 2021     |
| 4. v 1. | 11. října 2020     | 28.-29. března 2021 |
| 3. v 5. | 13. října 2020     | 30. března 2021     |
| 4. v 5. | 11. listopadu 2020 | 2. červen 2021      |
| 2. v 3. | 13. listopadu 2020 | 4. červen 2021      |
| 5. v 1. | 14. listopadu 2020 | 5. červen 2021      |
| 3. v 4. | 17. listopadu 2020 | 8. červen 2021      |
| 1. v 2. | 17. listopadu 2020 | 8. červen 2021      |

## Skupiny
Skupina A
| Tým                       | Z | V | R | P | VB | OB | +/- | B  |
| ------------------------- | - | - | - | - | -- | -- | --- | -- |
| Salvador                  | 4 | 3 | 1 | 0 | 13 | 1  | +12 | 10 |
| Montserrat                | 4 | 2 | 2 | 0 | 9  | 4  | +5  | 8  |
| Antigua a Barbuda         | 4 | 2 | 1 | 1 | 6  | 5  | +1  | 7  |
| Grenada                   | 4 | 1 | 0 | 3 | 2  | 5  | -3  | 3  |
| Americké Panenské ostrovy | 4 | 0 | 0 | 4 | 0  | 15 | -15 | 0  |

| Tým                       | Salvador | Montserrat | Antigua a Barbuda | Grenada | Americké Panenské ostrovy |
| ------------------------- | -------- | ---------- | ----------------- | ------- | ------------------------- |
| Salvador                  |          | –          | 3:0               | 2:0     | –                         |
| Montserrat                | 1:1      |            | –                 | –       | 4:0                       |
| Antigua a Barbuda         | –        | 2:2        |                   | 1:0     | –                         |
| Grenada                   | –        | 1:2        | –                 |         | 1:0                       |
| Americké Panenské ostrovy | 0:7      | –          | 0:3               | –       |                           |

| 24. března 2021 18:00 UTC-4 |     |                          |                                                                               |
| Antigua a Barbuda           | 2:2 | Montserrat               | Ergilio Hato Stadium, Willemstad diváci: 0 rozhodčí: Melvin Orlando Matamoros |
| Kirwan 23' Bishop 45'       |     | L. Taylor 7' (pen.), 26' | Ergilio Hato Stadium, Willemstad diváci: 0 rozhodčí: Melvin Orlando Matamoros |

| 25. března 2021 20:25 UTC-6 |     |         |                                                                    |
| Salvador                    | 2:0 | Grenada | Estadio Cuscatlán, San Salvador diváci: 250 rozhodčí: Kimbell Ward |
| Mayen 23' Rugamas 46'       |     |         | Estadio Cuscatlán, San Salvador diváci: 250 rozhodčí: Kimbell Ward |

| 27. března 2021 19:00 UTC-4 |     |                                    |                                                                                  |
| Americké Panenské ostrovy   | 0:3 | Antigua a Barbuda                  | Bethlehem Soccer Stadium, Upper Bethlehem diváci: 0 rozhodčí: Trevester Richards |
|                             |     | Byers 26' Griffith 34' (pen.), 42' | Bethlehem Soccer Stadium, Upper Bethlehem diváci: 0 rozhodčí: Trevester Richards |

| 28. března 2021 19:00 UTC-4 |     |            |                                                                       |
| Montserrat                  | 1:1 | Salvador   | Ergilio Hato Stadium, Willemstad diváci: 0 rozhodčí: Ricangel de Leça |
| L. Taylor 89'               |     | Rugamas 4' | Ergilio Hato Stadium, Willemstad diváci: 0 rozhodčí: Ricangel de Leça |

| 30. března 2021 19:00 UTC-4 |     |                           |                                                                                   |
| Grenada                     | 1:0 | Americké Panenské ostrovy | Kirani James Athletic Stadium, Saint George's diváci: 0 rozhodčí: Sherwin Johnson |
| Lewis 33'                   |     |                           | Kirani James Athletic Stadium, Saint George's diváci: 0 rozhodčí: Sherwin Johnson |

| 2. června 2021 17:00 UTC-4         |     |                           |                                                                                |
| Montserrat                         | 4:0 | Americké Panenské ostrovy | Estadio Panamericano, San Cristóbal diváci: 0 rozhodčí: Selvin Brown Chavarria |
| Pond 39' Ince 60' Clifton 66', 83' |     |                           | Estadio Panamericano, San Cristóbal diváci: 0 rozhodčí: Selvin Brown Chavarria |

| 4. června 2021 16:00 UTC-4 |     |         |                                                                                 |
| Antigua a Barbuda          | 1:0 | Grenada | Sir Vivian Richards Stadium, North Sound diváci: 400 rozhodčí: Francia González |
| Browne 20'                 |     |         | Sir Vivian Richards Stadium, North Sound diváci: 400 rozhodčí: Francia González |

| 5. června 2021 19:00 UTC-4 |     |                                                                     |                                                                           |
| Americké Panenské ostrovy  | 0:7 | Salvador                                                            | Bethlehem Soccer Stadium, Upper Bethlehem diváci: 150 rozhodčí: Ted Unkel |
|                            |     | Monterroza 23', 86' J. Portillo 30' Rugamas 78', 82', 90' Pérez 79' | Bethlehem Soccer Stadium, Upper Bethlehem diváci: 150 rozhodčí: Ted Unkel |

| 8. června 2021 19:00 UTC-4 |     |                           |                                                                                    |
| Grenada                    | 1:2 | Montserrat                | Kirani James Athletic Stadium, Saint George's diváci: 50 rozhodčí: Adonai Escobedo |
| Lewis 51'                  |     | L. Taylor 85', 87' (pen.) | Kirani James Athletic Stadium, Saint George's diváci: 50 rozhodčí: Adonai Escobedo |

| 8. června 2021 19:05 UTC-6            |     |                   |                                                                    |
| Salvador                              | 3:0 | Antigua a Barbuda | Estadio Cuscatlán, San Salvador diváci: 0 rozhodčí: Keylor Herrera |
| Zavaleta 40' Rugamas 68' Martinez 85' |     |                   | Estadio Cuscatlán, San Salvador diváci: 0 rozhodčí: Keylor Herrera |

Skupina B
| Tým               | Z | V | R | P | VB | OB | +/- | B  |
| ----------------- | - | - | - | - | -- | -- | --- | -- |
| Kanada            | 4 | 4 | 0 | 0 | 27 | 1  | +26 | 12 |
| Surinam           | 4 | 3 | 0 | 1 | 15 | 4  | +11 | 9  |
| Bermudy           | 4 | 1 | 1 | 2 | 7  | 12 | -5  | 4  |
| Aruba             | 4 | 1 | 0 | 3 | 3  | 19 | -16 | 3  |
| Kajmanské ostrovy | 4 | 0 | 1 | 3 | 2  | 18 | -16 | 1  |

| Tým               | Kanada | Surinam | Bermudy | Aruba | Kajmanské ostrovy |
| ----------------- | ------ | ------- | ------- | ----- | ----------------- |
| Kanada            |        | 4:0     | 5:1     | –     | –                 |
| Surinam           | –      |         | 6:0     | –     | 3:0               |
| Bermudy           | –      | –       |         | 5:0   | 1:1               |
| Aruba             | 0:7    | 0:6     | –       |       | –                 |
| Kajmanské ostrovy | 0:11   | –       | –       | 1:3   |                   |

| 24. března 2021 19:00 UTC-3              |     |                   |                                                                              |
| Surinam                                  | 3:0 | Kajmanské ostrovy | Dr. Ir. Franklin Essed Stadion, Paramaribo diváci: 500 rozhodčí: Jorge Pérez |
| Pinas 22' Donk 38' (pen.) G. Vlijter 76' |     |                   | Dr. Ir. Franklin Essed Stadion, Paramaribo diváci: 500 rozhodčí: Jorge Pérez |

| 25. března 2021 20:00 UTC-4                 |     |              |                                                                 |
| Kanada                                      | 5:1 | Bermudy      | Exploria Stadium, Orlando diváci: 0 rozhodčí: Armando Villareal |
| Larin 19', 27', 69' Laryea 53' Corbeanu 81' |     | Crichlow 63' | Exploria Stadium, Orlando diváci: 0 rozhodčí: Armando Villareal |

| 27. března 2021 20:00 UTC-4 |     |                                                                    |                                                          |
| Aruba                       | 0:6 | Surinam                                                            | IMG Academy, Bradenton diváci: 0 rozhodčí: Ismail Elfath |
|                             |     | Hasselbaink 19', 37', 55' Croes 27' (vl.) Jozefzoon 70' Alberg 74' | IMG Academy, Bradenton diváci: 0 rozhodčí: Ismail Elfath |

| 29. března 2021 18:00 UTC-4 |      | |                                                      |
| Kajmanské ostrovy           | 0:11 | Kanada | IMG Academy, Bradenton diváci: 0 rozhodčí: Ted Unkel |
|                             |      | Sturing 6' Larin Wotherspoon 13' Davies 25' (pen.), 73' Kaye 32', 63' Johnston 44' Cavallini 68', 74', 76' | IMG Academy, Bradenton diváci: 0 rozhodčí: Ted Unkel |

| 30. března 2021 20:00 UTC-4                         |     |       |                                                                   |
| Bermudy                                             | 5:0 | Aruba | IMG Academy, Bradenton diváci: 29 rozhodčí: Jaime Herrera Bonilla |
| Crichlow 36', 80' Bather 40' Leverock 57' Scott 64' |     |       | IMG Academy, Bradenton diváci: 29 rozhodčí: Jaime Herrera Bonilla |

| 2. června 2021 18:00 UTC-4 |     |                                |                                                                           |
| Kajmanské ostrovy          | 1:3 | Aruba                          | IMG Academy, Bradenton diváci: 0 rozhodčí: Luis Enrique Santander Aguirre |
| J. Ebanks 30' (pen.)       |     | John 40', 75' Groothusen 45+2' | IMG Academy, Bradenton diváci: 0 rozhodčí: Luis Enrique Santander Aguirre |

| 4. června 2021 19:00 UTC-3                         |     |         |                                                                              |
| Surinam                                            | 6:0 | Bermudy | Dr. Ir. Franklin Essed Stadion, Paramaribo diváci: 0 rozhodčí: Mario Escobar |
| Becker 3', 36' Hasselbaink 15', 37', 65' Pinas 74' |     |         | Dr. Ir. Franklin Essed Stadion, Paramaribo diváci: 0 rozhodčí: Mario Escobar |

| 5. června 2021 20:00 UTC-4 |     | |                                                         |
| Aruba                      | 0:7 | Kanada                                                                                                | IMG Academy, Bradenton diváci: 45 rozhodčí: Marco Ortíz |
|                            |     | Cavallini 17', 45+2' Hoilett 20' (pen.) Brault-Guillard 49' Davies 78' Larin 87' David Šablona:Goal89 | IMG Academy, Bradenton diváci: 45 rozhodčí: Marco Ortíz |

| 8. června 2021 21:05 UTC-4 |     |                   |                                                            |
| Bermudy                    | 1:1 | Kajmanské ostrovy | IMG Academy, Bradenton diváci: 22 rozhodčí: Rubiel Vazquez |
| Hall 65'                   |     | M. Ebanks 23'     | IMG Academy, Bradenton diváci: 22 rozhodčí: Rubiel Vazquez |

| 8. června 2021 20:05 UTC-5            |     |         |                                                               |
| Kanada                                | 4:0 | Surinam | SeatGeek Stadium, Bridgeview diváci: 0 rozhodčí: Nima Saghafi |
| Davies 37' David 59', 73', 77' (pen.) |     |         | SeatGeek Stadium, Bridgeview diváci: 0 rozhodčí: Nima Saghafi |

Skupina C
| Tým                       | Z | V | R | P | VB | OB | +/- | B  |
| ------------------------- | - | - | - | - | -- | -- | --- | -- |
| Curaçao                   | 4 | 3 | 1 | 0 | 15 | 1  | +14 | 10 |
| Guatemala                 | 4 | 3 | 1 | 0 | 14 | 0  | +14 | 10 |
| Kuba                      | 4 | 2 | 0 | 2 | 7  | 3  | +4  | 6  |
| Svatý Vincenc a Grenadiny | 4 | 1 | 0 | 3 | 3  | 16 | -13 | 3  |
| Britské Panenské ostrovy  | 4 | 0 | 0 | 4 | 0  | 19 | -19 | 0  |

| Tým                       | Curaçao | Guatemala | Kuba | Svatý Vincenc a Grenadiny | Britské Panenské ostrovy |
| ------------------------- | ------- | --------- | ---- | ------------------------- | ------------------------ |
| Curaçao                   |         | 0:0       | –    | 5:0                       | –                        |
| Guatemala                 | –       |           | 1:0  | 10:0                      | –                        |
| Kuba                      | 1:2     | –         |      | –                         | 5:0                      |
| Svatý Vincenc a Grenadiny | –       | –         | 0:1  |                           | 3:0                      |
| Britské Panenské ostrovy  | 0:8     | 0:3       | –    | –                         |                          |

| 24. března 2021 18:00 UTC-6 |     |      |                                                                                               |
| Guatemala                   | 1:0 | Kuba | Estadio Doroteo Guamuch Flores, Ciudad de Guatemala diváci: 0 rozhodčí: Benjamin Pineda Avila |
| L. Martínez 59'             |     |      | Estadio Doroteo Guamuch Flores, Ciudad de Guatemala diváci: 0 rozhodčí: Benjamin Pineda Avila |

| 25. března 2021 18:00 UTC-4                             |     |                           |                                                                       |
| Curaçao                                                 | 5:0 | Svatý Vincenc a Grenadiny | Ergilio Hato Stadium, Willemstad diváci: 0 rozhodčí: Ricangel de Leça |
| J. Bacuna 1', 35' Van den Hurk 17' Antonia 45' Hooi 87' |     |                           | Ergilio Hato Stadium, Willemstad diváci: 0 rozhodčí: Ricangel de Leça |

| 27. března 2021 18:00 UTC-4 |     |                                       |                                                                    |
| Britské Panenské ostrovy    | 0:3 | Guatemala                             | Ergilio Hato Stadium, Willemstad diváci: 0 rozhodčí: Oscar Moncada |
|                             |     | Lom 21' Hernández 44' Betancourth 81' | Ergilio Hato Stadium, Willemstad diváci: 0 rozhodčí: Oscar Moncada |

| 28. března 2021 15:00 UTC-6 |     |                            | |
| Kuba                        | 1:2 | Curaçao                    | Estadio Doroteo Guamuch Flores, Ciudad de Guatemala diváci: 0 rozhodčí: Germán Stanley Martínez Miranda |
| O. Hernández 27'            |     | L. Bacuna 11' Benschop 44' | Estadio Doroteo Guamuch Flores, Ciudad de Guatemala diváci: 0 rozhodčí: Germán Stanley Martínez Miranda |

| 30. března 2021 18:00 UTC-4      |     |                          |                                                                     |
| Svatý Vincenc a Grenadiny        | 3:0 | Britské Panenské ostrovy | Ergilio Hato Stadium, Willemstad diváci: 0 rozhodčí: Henry Bejarano |
| Anderson 10' Sam 20' Solomon 86' |     |                          | Ergilio Hato Stadium, Willemstad diváci: 0 rozhodčí: Henry Bejarano |

| 2. června 2021 15:30 UTC-6                                           |     |                          |                                                                                                 |
| Kuba                                                                 | 5:0 | Britské Panenské ostrovy | Estadio Doroteo Guamuch Flores, Ciudad de Guatemala diváci: 0 rozhodčí: Jose Raul Torres Rivera |
| Paradela 33' O. Hernández 68' M. Reyes 76' Cavafe 80' D. Reyes 90+1' |     |                          | Estadio Doroteo Guamuch Flores, Ciudad de Guatemala diváci: 0 rozhodčí: Jose Raul Torres Rivera |

| 4. června 2021 16:00 UTC-6 |      |                           |                                                                                                   |
| Guatemala | 10:0 | Svatý Vincenc a Grenadiny | Estadio Doroteo Guamuch Flores, Ciudad de Guatemala diváci: 0 rozhodčí: Erick Moisés Lezama Pavón |
| Lom 2' Barrientos 12' Santis 16' Hernández 33' (pen.) Gordillo 41' L. Martínez 52' Betancourth 66' Ceballos 79' (pen.) Vargas 85' Méndez 89' |      |                           | Estadio Doroteo Guamuch Flores, Ciudad de Guatemala diváci: 0 rozhodčí: Erick Moisés Lezama Pavón |

| 5. června 2021 15:00 UTC-6 |     |                                                                                |                                                                             |
| Britské Panenské ostrovy   | 0:8 | Curaçao                                                                        | Estadio El Trébol, Ciudad de Guatemala diváci: 0 rozhodčí: William Anderson |
|                            |     | Kuwas 7' Maria 9', 27' L. Bacuna 11' Benschop 18' (pen.), 22' Gorré 57', 90+1' | Estadio El Trébol, Ciudad de Guatemala diváci: 0 rozhodčí: William Anderson |

| 8. června 2021 16:00 UTC-4 |     |              |                                                                                              |
| Svatý Vincenc a Grenadiny  | 0:1 | Kuba         | Kirani James Athletic Stadium, Saint George's diváci: 50 rozhodčí: Fernando Guerrero Ramirez |
|                            |     | M. Reyes 64' | Kirani James Athletic Stadium, Saint George's diváci: 50 rozhodčí: Fernando Guerrero Ramirez |

| 8. června 2021 20:00 UTC-4 |     |           |                                                                            |
| Curaçao                    | 0:0 | Guatemala | Ergilio Hato Stadium, Willemstad diváci: 3 000 rozhodčí: Armando Villareal |
|                            |     |           | Ergilio Hato Stadium, Willemstad diváci: 3 000 rozhodčí: Armando Villareal |

Skupina D
| Tým                    | Z | V | R | P | VB | OB | +/- | B  |
| ---------------------- | - | - | - | - | -- | -- | --- | -- |
| Panama                 | 4 | 4 | 0 | 0 | 19 | 1  | +18 | 12 |
| Dominikánská republika | 4 | 2 | 1 | 1 | 8  | 4  | +4  | 7  |
| Barbados               | 4 | 1 | 2 | 1 | 3  | 3  | 0   | 5  |
| Dominika               | 4 | 1 | 1 | 2 | 5  | 4  | +1  | 4  |
| Anguilla               | 4 | 0 | 0 | 4 | 0  | 23 | -23 | 0  |

| Tým                    | Panama | Dominikánská republika | Barbados | Dominika | Anguilla |
| ---------------------- | ------ | ---------------------- | -------- | -------- | -------- |
| Panama                 |        | 3:0                    | 1:0      | –        | –        |
| Dominikánská republika | –      |                        | 1:1      | 1:0      | –        |
| Barbados               | –      | –                      |          | 1:1      | 1:0      |
| Dominika               | 1:2    | –                      | –        |          | 3:0      |
| Anguilla               | 0:13   | 0:6                    | –        | –        |          |

| 24. března 2021 19:00 UTC-4 |     |          |                                                                                        |
| Dominikánská republika      | 1:0 | Dominika | Olympijský Stadion Félixe Sáncheze, Santo Domingo diváci: 0 rozhodčí: William Anderson |
| F. Núñez 52'                |     |          | Olympijský Stadion Félixe Sáncheze, Santo Domingo diváci: 0 rozhodčí: William Anderson |

| 25. března 2021 20:00 UTC-4 |     |          |                                                                                    |
| Panama                      | 1:0 | Barbados | Olympijský Stadion Félixe Sáncheze, Santo Domingo diváci: 0 rozhodčí: Nima Saghafi |
| Catuy 82'                   |     |          | Olympijský Stadion Félixe Sáncheze, Santo Domingo diváci: 0 rozhodčí: Nima Saghafi |

| 27. března 2021 18:00 UTC-4 |     |                                                                 |                                                                                   |
| Anguilla                    | 0:6 | Dominikánská republika                                          | Inter Miami CF Stadium, Fort Lauderdale, Miami diváci: 0 rozhodčí: Rubiel Vázquez |
|                             |     | Romero 22' (pen.), 27' Lorenzo 25', 46' Peralta 66' Espinal 75' | Inter Miami CF Stadium, Fort Lauderdale, Miami diváci: 0 rozhodčí: Rubiel Vázquez |

| 28. března 2021 16:00 UTC-4 |     |                              | |
| Dominika                    | 1:2 | Panama                       | Olympijský Stadion Félixe Sáncheze, Santo Domingo diváci: 1 500 rozhodčí: Marco Antonio Ortíz Nava |
| Laville 82'                 |     | Thomas 28' (vl.) Fajardo 85' | Olympijský Stadion Félixe Sáncheze, Santo Domingo diváci: 1 500 rozhodčí: Marco Antonio Ortíz Nava |

| 30. března 2021 19:30 UTC-4 |     |          |                                                                                            |
| Barbados                    | 1:0 | Anguilla | Olympijský Stadion Félixe Sáncheze, Santo Domingo diváci: 0 rozhodčí: Diego Montaño Robles |
| Saimovici 81'               |     |          | Olympijský Stadion Félixe Sáncheze, Santo Domingo diváci: 0 rozhodčí: Diego Montaño Robles |

| 2. června 2021 15:00 UTC-4          |     |          |                                                                                    |
| Dominika                            | 3:0 | Anguilla | Olympijský Stadion Félixe Sáncheze, Santo Domingo diváci: 0 rozhodčí: Kimbell Ward |
| Thomas 3' Ch. Bertrand 34' Wade 42' |     |          | Olympijský Stadion Félixe Sáncheze, Santo Domingo diváci: 0 rozhodčí: Kimbell Ward |

| 4. června 2021 19:00 UTC-4 |     |                  | |
| Dominikánská republika     | 1:1 | Barbados         | Olympijský Stadion Félixe Sáncheze, Santo Domingo diváci: 0 rozhodčí: Germán Stanley Martínez Miranda |
| Rodríguez 90+2'            |     | Reid-Stephen 42' | Olympijský Stadion Félixe Sáncheze, Santo Domingo diváci: 0 rozhodčí: Germán Stanley Martínez Miranda |

| 5. června 2021 19:00 UTC-5 |      | |                                                                          |
| Anguilla                   | 0:13 | Panama | Národní stadion Roda Carewa, Panamá diváci: 5 000 rozhodčí: Sergio Reyna |
|                            |      | Cooper 7' Waterman 18', 50' Aguilar 31' Torres 35' (pen.), 53', 70', 83' (pen.) Smith 48' (vl.) Camargo 58' Catuy 73' Quintero 84' Palacios 90' | Národní stadion Roda Carewa, Panamá diváci: 5 000 rozhodčí: Sergio Reyna |

| 8. června 2021 19:00 UTC-4 |     |          |                                                                                             |
| Barbados                   | 1:1 | Dominika | Olympijský Stadion Félixe Sáncheze, Santo Domingo diváci: 0 rozhodčí: Jaime Herrera Bonilla |
| Saimovici 48'              |     | Wade 57' | Olympijský Stadion Félixe Sáncheze, Santo Domingo diváci: 0 rozhodčí: Jaime Herrera Bonilla |

| 8. června 2021 20:00 UTC-5         |     |                        |                                                                                      |
| Panama                             | 3:0 | Dominikánská republika | Národní stadion Roda Carewa, Panamá diváci: 5 674 rozhodčí: Walter López Castellanos |
| Godoy 8' Bárcenas 67' Waterman 86' |     |                        | Národní stadion Roda Carewa, Panamá diváci: 5 674 rozhodčí: Walter López Castellanos |

Skupina E
| Tým            | Z | V | R | P | VB | OB  | +/- | B |
| -------------- | - | - | - | - | -- | --- | --- | - |
| Haiti          | 3 | 3 | 0 | 0 | 13 | 0   | +13 | 9 |
| Nikaragua      | 3 | 2 | 0 | 1 | 10 | 1   | +9  | 6 |
| Belize         | 3 | 1 | 0 | 2 | 5  | 5   | 0   | 3 |
| Turks a Caicos | 3 | 0 | 0 | 3 | 0  | -22 | -22 | 0 |
| Svatá Lucie    | 0 | 0 | 0 | 0 | 0  | 0   | 0   | 0 |

| Tým            | Haiti | Nikaragua | Belize | Turks a Caicos | Svatá Lucie |
| -------------- | ----- | --------- | ------ | -------------- | ----------- |
| Haiti          |       | 1:0       | 2:0    | –              | -:-         |
| Nikaragua      | –     |           | 3:0    | –              | -:-         |
| Belize         | –     | –         |        | 5:0            | -:-         |
| Turks a Caicos | 0:10  | 0:7       | –      |                | -:-         |
| Svatá Lucie    | -:-   | -:-       | -:-    | -:-            |             |

| 25. března 2021 17:00 UTC-4 |     |        |                                                                                   |
| Haiti                       | 2:0 | Belize | Stade Sylvio Cator, Port-au-Prince diváci: 300 rozhodčí: Walter López Castellanos |
| Adé 50' Séance 81'          |     |        | Stade Sylvio Cator, Port-au-Prince diváci: 300 rozhodčí: Walter López Castellanos |

| 27. března 2021 16:30 UTC-4 |     |                                                                     |                                                                          |
| Turks a Caicos              | 0:7 | Nikaragua                                                           | Estadio Panamericano, San Cristóbal diváci: 0 rozhodčí: William Anderson |
|                             |     | Barrera 3', 59' Smith 8', 45+2' Fletes 46' Forbes 78' Moldskred 87' | Estadio Panamericano, San Cristóbal diváci: 0 rozhodčí: William Anderson |

| 30. března 2021 17:00 UTC-4                                 |     |                |                                                                      |
| Belize                                                      | 5:0 | Turks a Caicos | Estadio Panamericano, San Cristóbal diváci: 0 rozhodčí: Nima Saghafi |
| Bernárdez 45+3', 48' August 47' Nembhard 81' McCaulay 90+1' |     |                | Estadio Panamericano, San Cristóbal diváci: 0 rozhodčí: Nima Saghafi |

| 4. června 2021 19:00 UTC-6            |      |        |                                                                  |
| Nikaragua                             | 3:0. | Belize | Národní stadion, Managua diváci: 13 000 rozhodčí: Nelson Salgado |
| Rodríguez 25' Bonilla 46' Barrera 51' |      |        | Národní stadion, Managua diváci: 13 000 rozhodčí: Nelson Salgado |

| 5. června 2021 15:00 UTC-3 |      |                                                                        |                                                                                 |
| Turks a Caicos             | 0:10 | Haiti                                                                  | TCIFA National Academy, Providenciales diváci: 0 rozhodčí: Diego Montaño Robles |
|                            |      | Nazon 27', 30', 34', 37' Antoine 42', 53', 83' Pierrot 75', 87', 90+2' | TCIFA National Academy, Providenciales diváci: 0 rozhodčí: Diego Montaño Robles |

| 8. června 2021 17:00 UTC-4 |     |           |                                                                       |
| Haiti                      | 1:0 | Nikaragua | Stade Sylvio Cator, Port-au-Prince diváci: 0 rozhodčí: Kevin Morrison |
| Etienne 63'                |     |           | Stade Sylvio Cator, Port-au-Prince diváci: 0 rozhodčí: Kevin Morrison |

Skupina F
| Tým                   | Z | V | R | P | VB | OB | +/- | B |
| --------------------- | - | - | - | - | -- | -- | --- | - |
| Svatý Kryštof a Nevis | 4 | 3 | 0 | 1 | 8  | 2  | +6  | 9 |
| Trinidad a Tobago     | 4 | 2 | 2 | 0 | 6  | 1  | +5  | 8 |
| Portoriko             | 4 | 2 | 1 | 1 | 10 | 2  | +8  | 7 |
| Guyana                | 4 | 1 | 0 | 3 | 4  | 8  | -4  | 3 |
| Bahamy                | 4 | 0 | 1 | 3 | 0  | 15 | -15 | 1 |

| Tým                   | Svatý Kryštof a Nevis | Trinidad a Tobago | Portoriko | Guyana | Bahamy |
| --------------------- | --------------------- | ----------------- | --------- | ------ | ------ |
| Svatý Kryštof a Nevis |                       | –                 | 1:0       | 3:0    | –      |
| Trinidad a Tobago     | 2:0                   |                   | –         | 3:0    | –      |
| Portoriko             | –                     | 1:1               |           | –      | 7:0    |
| Guyana                | –                     | –                 | 0:2       |        | 4:0    |
| Bahamy                | 0:4                   | 0:0               | –         | –      |        |

| 24. března 2021 16:00 UTC-4 |     |           |                                                                           |
| Svatý Kryštof a Nevis       | 1:0 | Portoriko | Estadio Panamericano, San Cristóbal diváci: 0 rozhodčí: Randy Encarnación |
| Nelson 42'                  |     |           | Estadio Panamericano, San Cristóbal diváci: 0 rozhodčí: Randy Encarnación |

| 25. března 2021 19:00 UTC-4        |     |        |                                                                                   |
| Trinidad a Tobago                  | 3:0 | Guyana | Estadio Panamericano, San Cristóbal diváci: 70 rozhodčí: Marco Antonio Ortíz Nava |
| L. García 7' Bateau 15' Telfer 44' |     |        | Estadio Panamericano, San Cristóbal diváci: 70 rozhodčí: Marco Antonio Ortíz Nava |

| 27. března 2021 19:00 UTC-4 |     |                                                       |                                                                         |
| Bahamy                      | 0:4 | Svatý Kryštof a Nevis                                 | Stadion Thomase Robinsona, Nassau diváci: 0 rozhodčí: Óscar Macías Romo |
|                             |     | Freeman 25', 65' Liburd 53' (pen.) Sterling-James 82' | Stadion Thomase Robinsona, Nassau diváci: 0 rozhodčí: Óscar Macías Romo |

| 28. března 2021 17:00 UTC-4 |     |                   |                                                                             |
| Portoriko                   | 1:1 | Trinidad a Tobago | Mayagüezský Atletický Stadion, Mayagüez diváci: 0 rozhodčí: Adonai Escobedo |
| R. Rivera 72'               |     | Jones 54'         | Mayagüezský Atletický Stadion, Mayagüez diváci: 0 rozhodčí: Adonai Escobedo |

| 30. března 2021 15:00 UTC-4                      |     |        |                                                                                    |
| Guyana                                           | 4:0 | Bahamy | Olympijský Stadion Félixe Sáncheze, Santo Domingo diváci: 0 rozhodčí: Sergio Reyna |
| Vancooten 8' Daniel 54' Glasgow 75' Welshman 81' |     |        | Olympijský Stadion Félixe Sáncheze, Santo Domingo diváci: 0 rozhodčí: Sergio Reyna |

| 2. června 2021 19:30 UTC-4                                                      |     |        |                                                                            |
| Portoriko                                                                       | 7:0 | Bahamy | Mayagüezský Atletický Stadion, Mayagüez diváci: 1 115 rozhodčí: Tori Penso |
| Díaz 3' R. Rivera 13' (pen.), 43' Angking 31' Vega 62' Servania 66' Hayes 90+2' |     |        | Mayagüezský Atletický Stadion, Mayagüez diváci: 1 115 rozhodčí: Tori Penso |

| 4. června 2021 16:00 UTC-4         |     |        |                                                              |
| Svatý Kryštof a Nevis              | 3:0 | Guyana | Warner Park, Basseterre diváci: 0 rozhodčí: Ricangel de Leça |
| Freeman 9' (pen.), 36' Sawyers 67' |     |        | Warner Park, Basseterre diváci: 0 rozhodčí: Ricangel de Leça |

| 5. června 2021 17:00 UTC-4 |     |                   |                                                                      |
| Bahamy                     | 0:0 | Trinidad a Tobago | Stadion Thomase Robinsona, Nassau diváci: 0 rozhodčí: Oliver Vergara |
|                            |     |                   | Stadion Thomase Robinsona, Nassau diváci: 0 rozhodčí: Oliver Vergara |

| 8. června 2021 16:00 UTC-4 |     |                                  |                                                                     |
| Guyana                     | 0:2 | Portoriko                        | Warner Park, Basseterre diváci: 0 rozhodčí: Ismael Cornejo Meléndez |
|                            |     | R. Rivera 12' Angking 25' (pen.) | Warner Park, Basseterre diváci: 0 rozhodčí: Ismael Cornejo Meléndez |

| 8. června 2021 17:00 UTC-4 |     |                       |                                                                                         |
| Trinidad a Tobago          | 2:0 | Svatý Kryštof a Nevis | Olympijský Stadion Félixe Sáncheze, Santo Domingo diváci: 0 rozhodčí: Randy Encarnación |
| Muckette 36' Hyland 74'    |     |                       | Olympijský Stadion Félixe Sáncheze, Santo Domingo diváci: 0 rozhodčí: Randy Encarnación |